# 马尔钦·米罗辛希
马尔钦·米罗辛希（波蘭語：Marcin Mrozinski，波蘭語發音：[ˈmart͡ɕin mrɔˈʑiɲskʲi]，1985年9月26日—），波兰歌手、演员和电视人。

## 生涯
2010年，他以「Legenda」一曲代表波蘭參加2010年歐洲歌唱大賽
。在準決賽中，他獲得第13名的成績，沒有晉級決賽。